# Ostrakon
Ostrakon (z gr.; l.poj. ὄστρακον, trl. ostrakon – skorupa; l.mn. ὄστρακα, trl. ostraka) – skorupa naczynia ceramicznego lub odłamek kamienny, służące jako materiał piśmienniczy, głównie w starożytnym Egipcie i Grecji.

## W starożytnym Egipcie
W Egipcie ostrakony występują już od czasów Starego Państwa. Zapisywano na nich podręczne notatki gospodarcze, listy, wypracowania uczniowskie. Ostrakony zawierały też kopie różnych tekstów literackich, pisanych w ramach ćwiczeń i wypracowań szkolnych. Ostrakony służyły także skrybom, którzy w zapisie używali starannego pisma, tzw. kursywy hieratycznej. Na tzw. ostrakonach figuralnych znajdują się rysunki, często szkice artystów lub architektów. Artyści szkicowali na nich swoje pomysły z dużą swobodą, unikając ograniczeń sztuki oficjalnej, dzięki czemu ich szkice były bardziej spontaniczne, niepozbawione zmysłu trafnej obserwacji i wyraźnego zacięcia satyrycznego.

## W starożytnej Grecji
W Grecji ostrakony, oprócz podobnej funkcji, jak w Egipcie, pełniły także rolę współczesnych kart do głosowania podczas sądów skorupkowych (ostracyzm) stając się narzędziem walki politycznej. Biorący udział w obradach obywatele na ostrakonach zapisywali imię tego polityka, którego podejrzewali o dążenie do tyranii.

## Galeria

### Ostrakony egipskie

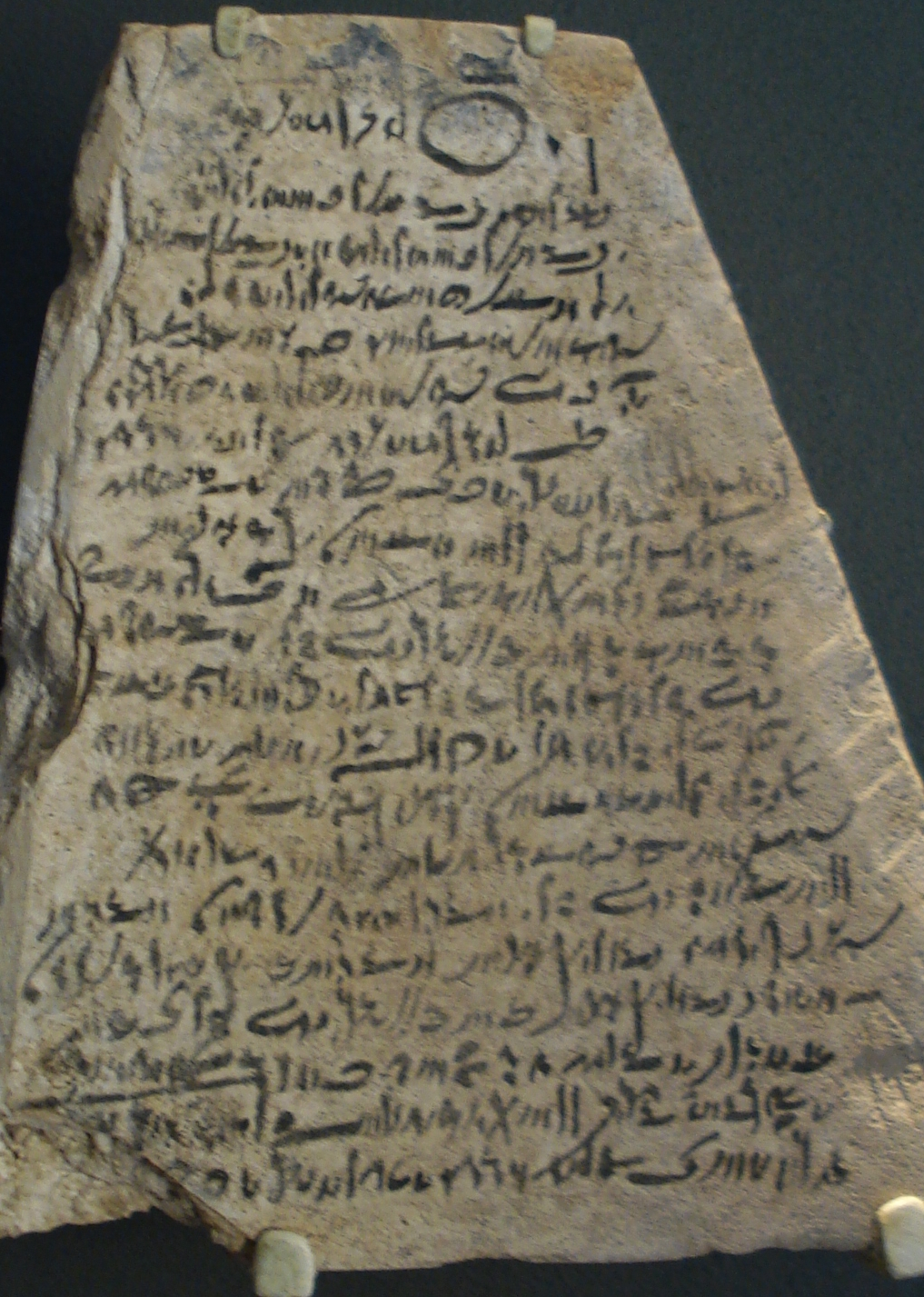
Ostrakon z inskrypcją demotyczną
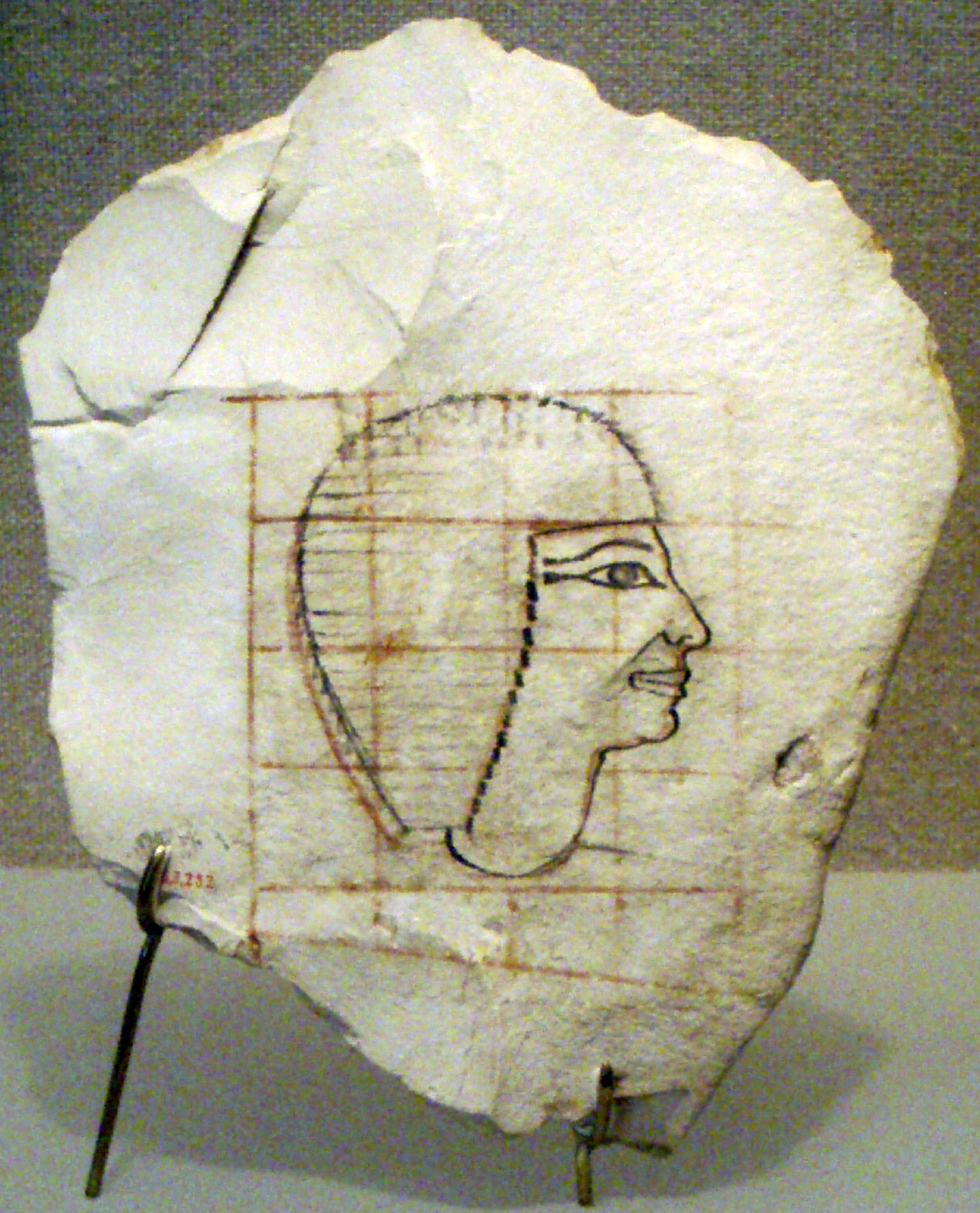
Ostrakon figuralny ze szkicem profilu postaci
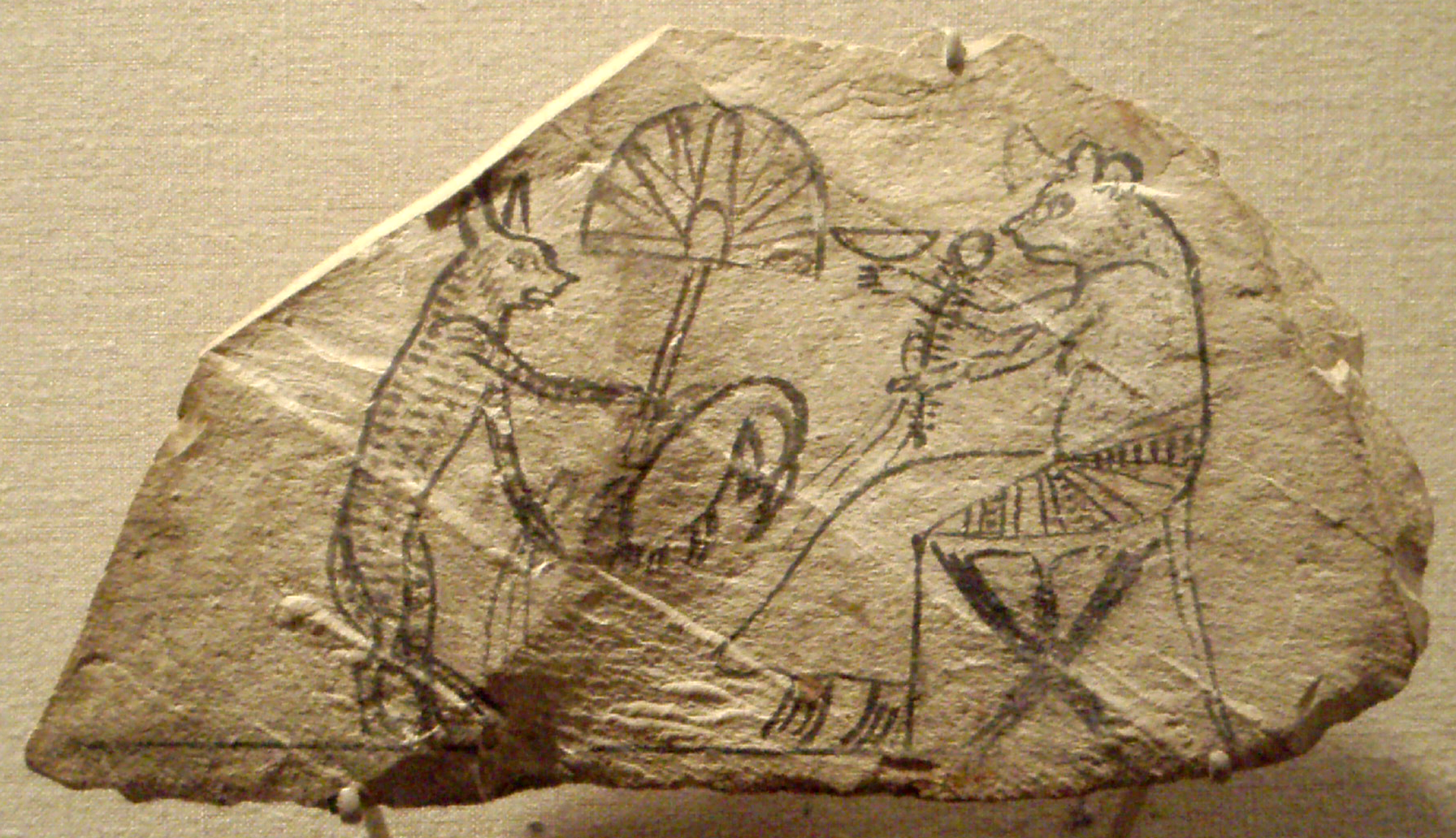
Ostrakon satyryczny – satyra na życie klas wyższych

### Ostrakony greckie

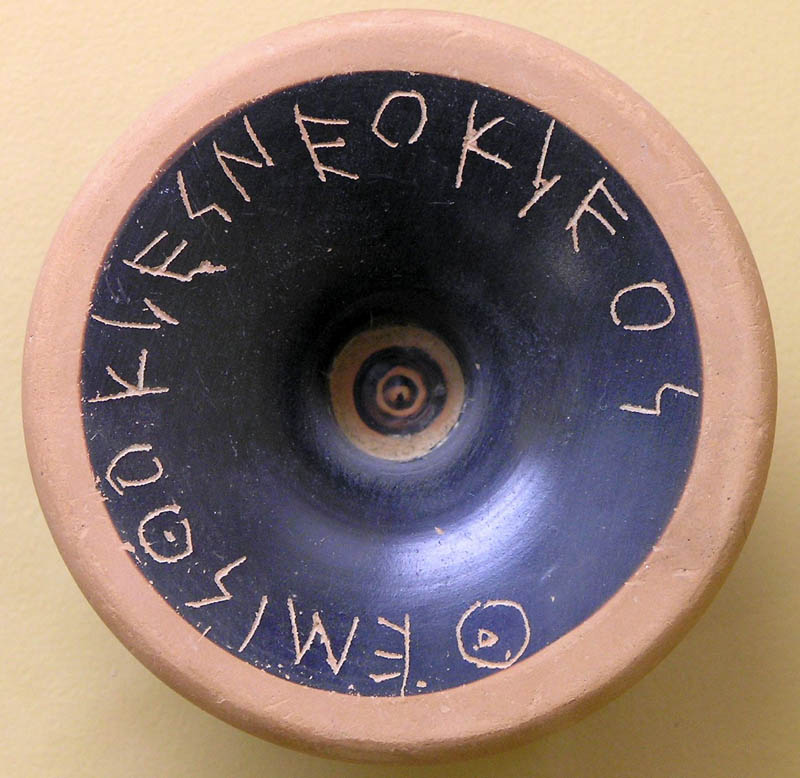
Ostrakon z imieniem Temistoklesa
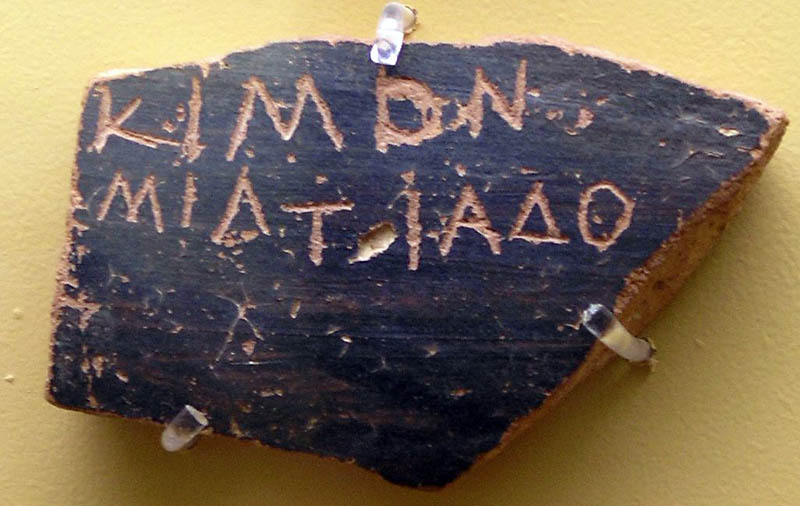
Ostrakon z imieniem Kimona